# Публий Лициний Крас Юниан
Вижте пояснителната страница за други личности с името Публий Лициний Крас.
Публий Лициний Крас Юниан (на латински: Publius Licinius Crassus Iunianus) e политик на късната Римска република. Произлиза от фамилията Лицинии, клон Крас.
През 53 пр.н.е. той е народен трибун. Консули тази година са Марк Валерий Месала Руф и Гней Домиций Калвин, които са избрани с големи препятствия и започват службата си едва през юли – много по-късно от обикновеното време, а след това не могат да проведат изборите по време на мандата си.